# Campionato mondiale di hockey su ghiaccio Under-18 2005
Il 7º Campionato mondiale di hockey su ghiaccio U-18 è stato assegnato dall'International Ice Hockey Federation alla Repubblica Ceca, che lo ha ospitato nelle città di Plzeň e di České Budějovice nel periodo tra il 14 e il 24 aprile 2005. Le partite si sono disputate in due diversi palazzetti, la ČEZ Aréna di Plzeň, palazzetto da 8.420 posti a sedere, e la Budvar Arena di České Budějovice, capace di ospitare 6.421 spettatori. Nella finale gli Stati Uniti si sono aggiudicati il secondo titolo sconfiggendo il Canada con il punteggio di 5-1. Al terzo posto invece è giunta la Svezia, che ha avuto la meglio sui padroni di casa della Rep. Ceca per 4-2.

## Campionato di gruppo A

### Partecipanti
Al torneo prendono parte 10 squadre:
| 8 dall'Europa     | Danimarca | Finlandia   |
| 8 dall'Europa     | Germania  | Rep. Ceca   |
| 8 dall'Europa     | Russia    | Slovacchia  |
| 8 dall'Europa     | Svezia    | Svizzera    |
| 2 dal Nordamerica | Canada    | Stati Uniti |

### Gironi preliminari
Le dieci squadre partecipanti sono state divise in due gironi da 5 cinque squadre ciascuno: le compagini che si classificano al primo posto nel rispettivo girone si qualificano direttamente alle semifinali. La seconda e la terza classifica di ciascun raggruppamento disputano invece i quarti di finale. La quarta e la quinta giocano infine un ulteriore girone al termine del quale le ultime due classificate vengono retrocesse in Prima Divisione.

#### Girone A
| České Budějovice 14 aprile 2005, ore 15:00 UTC+2 | Germania | 1 – 2 (1-1; 0-1; 0-0) referto | Canada | Budvar Arena (1.591 spett.) |

| České Budějovice 14 aprile 2005, ore 19:00 UTC+2 | Svezia | 1 – 2 (1-2; 0-0; 0-0) referto | Russia | Budvar Arena (2.037 spett.) |

| České Budějovice 15 aprile 2005, ore 19:00 UTC+2 | Danimarca | 1 – 3 (0-0; 1-2; 0-1) referto | Germania | Budvar Arena (1.077 spett.) |

| České Budějovice 16 aprile 2005, ore 15:00 UTC+2 | Canada | 1 – 2 (0-1; 1-1; 0-0) referto | Svezia | Budvar Arena (2.103 spett.) |

| České Budějovice 16 aprile 2005, ore 19:00 UTC+2 | Russia | 2 – 1 (0-0; 1-1; 1-0) referto | Danimarca | Budvar Arena (1.253 spett.) |

| České Budějovice 17 aprile 2005, ore 19:00 UTC+2 | Germania | 4 – 12 (0-7; 0-3; 4-2) referto | Russia | Budvar Arena (1.554 spett.) |

| České Budějovice 18 aprile 2005, ore 15:00 UTC+2 | Canada | 15 – 1 (2-0; 5-0; 8-1) referto | Danimarca | Budvar Arena |

| České Budějovice 18 aprile 2005, ore 19:00 UTC+2 | Svezia | 3 – 2 (0-0; 3-1; 0-1) referto | Germania | Budvar Arena (1.557 spett.) |

| České Budějovice 19 aprile 2005, ore 15:00 UTC+2 | Russia | 3 – 6 (1-2; 1-2; 1-2) referto | Canada | Budvar Arena (2.643 spett.) |

| České Budějovice 19 aprile 2005, ore 19:00 UTC+2 | Danimarca | 1 – 3 (0-1; 1-0; 0-2) referto | Svezia | Budvar Arena (975 spett.) |

| Pos. |           | PG | V | N | P | GF | GS | DR  | Pt | Accede a             |
| 1.   | Canada    | 4  | 3 | 0 | 1 | 24 | 7  | +17 | 6  | Semifinali           |
| 2.   | Svezia    | 4  | 3 | 0 | 1 | 9  | 6  | +3  | 6  | Quarti di finale     |
| 3.   | Russia    | 4  | 3 | 0 | 1 | 19 | 12 | +7  | 6  | Quarti di finale     |
| 4.   | Germania  | 4  | 1 | 0 | 3 | 10 | 18 | -8  | 2  | Girone Retrocessione |
| 5.   | Danimarca | 4  | 0 | 0 | 4 | 4  | 23 | -19 | 0  | Girone Retrocessione |

#### Girone B
| Plzeň 14 aprile 2005, ore 15:00 UTC+2 | Slovacchia | 1 – 3 (0-1; 1-2; 0-0) referto | Stati Uniti | ČEZ Aréna (450 spett.) |

| Plzeň 14 aprile 2005, ore 19:00 UTC+2 | Svizzera | 1 – 4 (0-0; 1-3; 0-1) referto | Rep. Ceca | ČEZ Aréna (2.760 spett.) |

| Plzeň 15 aprile 2005, ore 19:00 UTC+2 | Finlandia | 3 – 1 (1-0; 2-1; 0-0) referto | Svizzera | ČEZ Aréna (769 spett.) |

| Plzeň 16 aprile 2005, ore 15:00 UTC+2 | Rep. Ceca | 3 – 0 (0-0; 2-0; 1-0) referto | Slovacchia | ČEZ Aréna (4.094 spett.) |

| Plzeň 16 aprile 2005, ore 19:00 UTC+2 | Stati Uniti | 3 – 0 (1-0; 1-0; 1-0) referto | Finlandia | ČEZ Aréna |

| Plzeň 17 aprile 2005, ore 19:00 UTC+2 | Svizzera | 1 – 7 (1-1; 0-3; 0-3) referto | Stati Uniti | ČEZ Aréna |

| Plzeň 18 aprile 2005, ore 15:00 UTC+2 | Slovacchia | 2 – 1 (1-1; 0-0; 1-0) referto | Svizzera | ČEZ Aréna (932 spett.) |

| Plzeň 18 aprile 2005, ore 19:00 UTC+2 | Rep. Ceca | 6 – 1 (0-1; 5-0; 1-0) referto | Finlandia | ČEZ Aréna (5.283 spett.) |

| Plzeň 19 aprile 2005, ore 15:00 UTC+2 | Finlandia | 2 – 3 (0-0; 1-2; 1-1) referto | Slovacchia | ČEZ Aréna |

| Plzeň 19 aprile 2005, ore 19:00 UTC+2 | Stati Uniti | 4 – 3 (0-1; 3-2; 1-0) referto | Rep. Ceca | ČEZ Aréna (7.263 spett.) |

| Pos. |             | PG | V | N | P | GF | GS | DR  | Pt | Accede a             |
| 1.   | Stati Uniti | 4  | 4 | 0 | 0 | 17 | 5  | +12 | 8  | Semifinali           |
| 2.   | Rep. Ceca   | 4  | 3 | 0 | 1 | 16 | 6  | +10 | 6  | Quarti di finale     |
| 3.   | Slovacchia  | 4  | 2 | 0 | 2 | 6  | 9  | -3  | 4  | Quarti di finale     |
| 4.   | Finlandia   | 4  | 1 | 0 | 3 | 6  | 13 | -7  | 2  | Girone Retrocessione |
| 5.   | Svizzera    | 4  | 0 | 0 | 4 | 4  | 16 | -12 | 0  | Girone Retrocessione |

### Girone per non retrocedere
Le ultime due classificate di ogni raggruppamento si sfidano in un girone all'italiana di sola andata. Le prime due classificate guadagnano la permanenza nel Gruppo A, mentre le ultime vengono retrocesse in Prima Divisione. Le sfide tra squadre provenienti dallo stesso girone si disputano, ma tutte le squadre ereditano i punti e la differenza reti delle partite precedentemente giocate. Pertanto Germania e Finlandia partono da 2 punti in virtù delle vittorie rispettivamente su Danimarca e Svizzera.
| České Budějovice 21 aprile 2005, ore 15:00 UTC+2 | Germania | 2 – 0 (1-0; 0-0; 1-0) referto | Svizzera | Budvar Arena (530 spett.) |

| České Budějovice 21 aprile 2005, ore 19:00 UTC+2 | Finlandia | 3 – 2 (1-1; 2-0; 0-1) referto | Danimarca | Budvar Arena (1.473 spett.) |

| České Budějovice 22 aprile 2005, ore 15:00 UTC+2 | Germania | 2 – 4 (0-2; 2-1; 0-1) referto | Finlandia | Budvar Arena (1.306 spett.) |

| České Budějovice 22 aprile 2005, ore 19:00 UTC+2 | Danimarca | 2 – 4 (1-2; 1-0; 0-2) referto | Svizzera | Budvar Arena (1.421 spett.) |

| Pos. |           | PG | V | N | P | GF | GS | DR | Pt |
| 1.   | Finlandia | 3  | 3 | 0 | 0 | 10 | 5  | +5 | 6  |
| 2.   | Germania  | 3  | 2 | 0 | 1 | 7  | 5  | +2 | 4  |
| 3.   | Svizzera  | 3  | 1 | 0 | 2 | 5  | 7  | -2 | 2  |
| 4.   | Danimarca | 3  | 0 | 0 | 3 | 5  | 10 | -5 | 0  |

### Fase ad eliminazione diretta
|  | Quarti di finale | Quarti di finale | Quarti di finale |  |  | Semifinali | Semifinali  | Semifinali |  |  | Finali          | Finali          | Finali          |
|  |                  |                  |                  |  |  |            |             |            |  |  |                 |                 |                 |
|  |                  |                  |                  |  |  | B1         | Stati Uniti | 6          |  |  |                 |                 |                 |
|  | A2               | Svezia           | 5                |  |  | A2         | Svezia      | 2          |  |  |                 |                 |                 |
|  | B3               | Slovacchia       | 3                |  |  |            |             |            |  |  | B1              | Stati Uniti     | 5               |
|  |                  |                  |                  |  |  |            |             |            |  |  | A1              | Canada          | 1               |
|  |                  |                  |                  |  |  | A1         | Canada      | 3          |  |  |                 |                 |                 |
|  | B2               | Rep. Ceca        | 5                |  |  | A3         | Rep. Ceca   | 2          |  |  | Finale 3° posto | Finale 3° posto | Finale 3° posto |
|  | A3               | Russia           | 1                |  |  |            |             |            |  |  | A2              | Svezia          | 1               |
|  |                  |                  |                  |  |  |            |             |            |  |  | B2              | Rep. Ceca       | 2               |

#### Quarti di finale
| Plzeň 21 aprile 2005, ore 15:00 UTC+2 | Svezia | 5 – 3 (3-2; 1-1; 1-0) referto | Slovacchia | ČEZ Aréna |

| Plzeň 21 aprile 2005, ore 19:00 UTC+2 | Rep. Ceca | 5 – 1 (2-0; 2-0; 1-1) referto | Russia | ČEZ Aréna (7.450 spett.) |

#### Semifinali
| Plzeň 22 aprile 2005, ore 15:00 UTC+2 | Stati Uniti | 6 – 2 (1-0; 4-1; 1-1) referto | Svezia | ČEZ Aréna |

| Plzeň 22 aprile 2005, ore 19:00 UTC+2 | Canada | 3 – 2 (d.t.s.) (1-0; 0-2; 1-0) referto | Rep. Ceca | ČEZ Aréna (7.183 spett.) |

#### Finale per il 5º posto
| Plzeň 23 aprile 2005, ore 19:00 UTC+2 | Slovacchia | 2 – 5 (0-2; 0-2; 2-1) referto | Russia | ČEZ Aréna (421 spett.) |

#### Finale per il 3º posto
| Plzeň 24 aprile 2005, ore 13:00 UTC+2 | Svezia | 4 – 2 (3-1; 0-0; 1-1) referto | Rep. Ceca | ČEZ Aréna (5.385 spett.) |

#### Finale
| Plzeň 24 aprile 2005, ore 17:00 UTC+2 | Stati Uniti | 5 – 1 (2-1; 1-0; 2-0) referto | Canada | ČEZ Aréna (4.169 spett.) |

### Classifica marcatori
| Giocatore            | PG | G | A | Pt | +/- | MP |
| -------------------- | -- | - | - | -- | --- | -- |
| Phil Kessel          | 6  | 9 | 7 | 16 | +10 | 2  |
| Nathan Gerbe         | 6  | 4 | 4 | 8  | +7  | 14 |
| Il'ja Zubov          | 6  | 3 | 5 | 8  | 0   | 6  |
| Aleksej Sopin        | 6  | 6 | 1 | 7  | 0   | 2  |
| Peter Mueller        | 6  | 4 | 3 | 7  | +6  | 20 |
| Martin Hanzal        | 7  | 4 | 3 | 7  | +7  | 10 |
| Vjačeslav Buravčikov | 6  | 3 | 4 | 7  | +2  | 4  |
| Juraj Mikuš          | 6  | 0 | 7 | 7  | +1  | 12 |
| Niclas Bergfors      | 7  | 6 | 0 | 6  | +5  | 0  |
| Devin Setoguchi      | 6  | 4 | 2 | 7  | +7  | 6  |

### Classifica portieri
| Giocatore       | Min    | TC  | GS | SO | MGS  | Sv%   |
| --------------- | ------ | --- | -- | -- | ---- | ----- |
| Jeff Frazee     | 360:00 | 194 | 8  | 1  | 1.33 | 95.88 |
| Leonardo Genoni | 240:00 | 175 | 11 | 0  | 2.75 | 93.71 |
| Ondřej Pavelec  | 380:51 | 191 | 13 | 1  | 2.05 | 93.19 |
| Vladimir Kovac  | 332:06 | 198 | 17 | 0  | 3.07 | 91.41 |
| Sebastian Dahm  | 332:19 | 235 | 21 | 0  | 3.79 | 91.06 |

### Classifica finale
| Pos | Squadra     |
| --- | ----------- |
| 1   | Stati Uniti |
| 2   | Canada      |
| 3   | Svezia      |
| 4   | Rep. Ceca   |
| 5   | Russia      |
| 6   | Slovacchia  |
| 7   | Finlandia   |
| 8   | Germania    |
| 9   | Svizzera    |
| 10  | Danimarca   |

| Promosse nel Gruppo A:         | Bielorussia | Norvegia  |
| Retrocesse in Prima divisione: | Svizzera    | Danimarca |

#### Riconoscimenti
Riconoscimenti individuali
| Premio             | Giocatore      |
| ------------------ | -------------- |
| Miglior portiere   | Ondřej Pavelec |
| Miglior difensore  | Luc Bourdon    |
| Miglior attaccante | Phil Kessel    |

All-Star Team
| Attacco:  | Martin Hanzal – Phil Kessel – Niclas Bergfors |
| Difesa:   | Kris Letang – Vjačeslav Buravčikov            |
| Portiere: | Ondřej Pavelec                                |

## Prima Divisione
Il Campionato di Prima Divisione si è svolto in due gironi all'italiana. Il Gruppo A ha giocato a Maribor, in Slovenia, fra il 3 e il 9 aprile 2005. Il Gruppo B ha giocato a Sosnowiec, in Polonia, fra il 2 e l'8 aprile 2005:

### Gruppo A
| Pos. |             | PG | V | N | P | GF | GS | DR  | Pt |
| 1.   | Bielorussia | 5  | 4 | 0 | 1 | 23 | 10 | +13 | 8  |
| 2.   | Slovenia    | 5  | 3 | 0 | 2 | 22 | 14 | +8  | 6  |
| 3.   | Kazakistan  | 5  | 3 | 0 | 2 | 19 | 14 | +5  | 6  |
| 4.   | Francia     | 5  | 2 | 0 | 3 | 11 | 14 | -3  | 4  |
| 5.   | Austria     | 5  | 1 | 0 | 4 | 15 | 25 | -10 | 2  |
| 6.   | Regno Unito | 5  | 1 | 0 | 4 | 10 | 23 | -13 | 2  |

### Gruppo B
| Pos. |          | PG | V | N | P | GF | GS | DR | Pt |
| 1.   | Norvegia | 5  | 4 | 0 | 1 | 18 | 10 | +8 | 8  |
| 2.   | Lettonia | 5  | 3 | 0 | 2 | 14 | 13 | +1 | 6  |
| 3.   | Ucraina  | 5  | 3 | 0 | 2 | 16 | 12 | +4 | 6  |
| 4.   | Polonia  | 5  | 2 | 1 | 1 | 15 | 20 | -5 | 5  |
| 5.   | Giappone | 5  | 1 | 1 | 3 | 12 | 17 | -5 | 3  |
| 6.   | Italia   | 5  | 1 | 0 | 4 | 14 | 17 | -3 | 2  |

| Promosse nel Gruppo A:           | Bielorussia | Norvegia |
| Retrocesse in Seconda Divisione: | Regno Unito | Italia   |

## Seconda Divisione
Il Campionato di Seconda Divisione si è svolto in due gironi all'italiana. Il Gruppo A ha giocato a Kohtla-Järve, in Estonia, fra il 14 e il 20 marzo 2005. Il Gruppo B ha giocato a Bucarest, in Romania, fra il 21 e il 27 marzo 2005:

### Gruppo A
| Pos. |                     | PG | V | N | P | GF | GS | DR  | Pt |
| 1.   | Corea del Sud       | 5  | 5 | 0 | 0 | 51 | 7  | +44 | 10 |
| 2.   | Estonia             | 5  | 4 | 0 | 1 | 25 | 17 | +8  | 8  |
| 3.   | Paesi Bassi         | 5  | 3 | 0 | 2 | 30 | 15 | +15 | 6  |
| 4.   | Spagna              | 5  | 2 | 0 | 3 | 16 | 30 | -14 | 4  |
| 5.   | Serbia e Montenegro | 5  | 1 | 0 | 4 | 21 | 20 | +1  | 2  |
| 6.   | Sudafrica           | 5  | 0 | 0 | 5 | 8  | 62 | -54 | 0  |

### Gruppo B
| Pos. |          | PG | V | N | P | GF | GS | DR  | Pt |
| 1.   | Ungheria | 5  | 5 | 0 | 0 | 40 | 8  | +32 | 10 |
| 2.   | Lituania | 5  | 4 | 0 | 1 | 31 | 19 | +12 | 8  |
| 3.   | Croazia  | 5  | 3 | 0 | 2 | 17 | 18 | -1  | 6  |
| 4.   | Messico  | 5  | 2 | 0 | 3 | 15 | 26 | -11 | 4  |
| 5.   | Islanda  | 5  | 1 | 0 | 4 | 19 | 29 | -10 | 2  |
| 6.   | Romania  | 5  | 0 | 0 | 5 | 8  | 30 | -22 | 0  |

| Promosse in Prima Divisione:   | Corea del Sud | Ungheria |
| Retrocesse in Terza Divisione: | Sudafrica     | Romania  |

## Terza Divisione

### Qualificazioni alla Terza Divisione
Prima del Torneo fra il 18 e il 20 febbraio ad Ankara, in Turchia, si è svolto un torneo di qualificazione alla Terza Divisione cui hanno preso parte Armenia Bosnia ed Erzegovina e Turchia valido per uno dei sei posti nel gruppo mondiale.
| Pos. |                      | PG | V | N | P | GF | GS | DR  | Pt |
| 1.   | Turchia              | 2  | 2 | 0 | 0 | 21 | 4  | +17 | 4  |
| 2.   | Bosnia ed Erzegovina | 2  | 1 | 0 | 1 | 15 | 9  | +6  | 2  |
| 3.   | Armenia              | 2  | 0 | 0 | 2 | 4  | 27 | -23 | 0  |

### Terza Divisione
Il Campionato di Terza Divisione si è svolto in un unico girone all'italiana a Sofia, in Bulgaria, fra il 7 e il 13 marzo 2005.
| Pos. |               | PG | V | N | P | GF | GS | DR  | Pt |
| 1.   | Australia     | 5  | 5 | 0 | 0 | 46 | 6  | +40 | 10 |
| 2.   | Belgio        | 5  | 4 | 0 | 1 | 34 | 8  | +26 | 8  |
| 3.   | Israele       | 5  | 3 | 0 | 2 | 36 | 15 | +21 | 6  |
| 4.   | Nuova Zelanda | 5  | 2 | 0 | 3 | 22 | 17 | +5  | 4  |
| 5.   | Turchia       | 5  | 1 | 0 | 4 | 6  | 51 | -45 | 2  |
| 6.   | Bulgaria      | 5  | 0 | 0 | 5 | 6  | 53 | -47 | 0  |

| Promosse in Seconda Divisione:      | Australia | Belgio  |
| Retrocesse dalla Seconda Divisione: | Sudafrica | Romania |